# Gonzalo N. Santos
Gonzalo Nicanor Santos Rivera (Tampamolón, 1896 - Mexico-Stad, 17 oktober 1979) was een Mexicaans politicus, militair en cacique.
Santos was afkomstig uit de Huasteca, een regio in het oosten van de staat San Luis Potosí. In 1910 sloot hij zich aan bij de Mexicaanse Revolutie aan de zijde van Francisco I. Madero. Na de staatsgreep van Victoriano Huerta in 1913 sloot hij zich aan bij het constitutionalistisch Leger. Na de revolutie klop hij op tot divisiegeneraal.
In 1929 sloot hij zich als een van de eerste politici aan bij de Nationaal Revolutionaire Partij (PNR), de nieuwe eenheidspartij. Datzelfde jaar was hij betrokken bij het neerslaan van protesten tegen de vermeende verkiezingsfraude van dat jaar. Aanhangers van de verslagen kandidaat José Vasconcelos protesteerden tegen de fraude en eisden erkenning van Vasconcelos' overwinning. Santos liet PNR-politieagenten om de menigte schieten, waarbij meerdere doden vielen en de protesten waren afgelopen. Van 1934 tot 1936 was hij ambassadeur in België. Ook 1940 was hij de belangrijkste organisator van de verkiezingsfraude bij de presidentsverkiezingen. Met een privélegertje van 300 man terroriseerde hij de oppositie, en nam stembussen in beslag waarin te veel stemmen waren voor de oppositiekandidaat Juan Andrew Almazán.
In zijn thuisstaat San Luis Potosí werd hij na de dood van Saturnino Cedillo in 1939 de machtigste man. Jarenlang had hij San Luis Potosí in een ijzeren greep, niets gebeurde buiten zijn toestemming om. Hij liet de gouverneursverkiezingen van 1943 uitstellen, zodat het congres van San Luis Potosí eerst de termijn van gouverneur kon verlengen van drie tot zes jaar. Hierna liet hij verkiezingen uitschrijven, die hij met overmacht won. Zijn periode als gouverneur werd gekenmerkt door investeringen in de infrastructuur en onderwijs en door economische vooruitgang, maar ook door een sterk autoritarisme. Hij drukte zijn persoonlijk stempel zwaar op de staatspolitiek; hij liet zelfs zijn verjaardag vieren als officiële feestdag en de sterfdag van zijn broer die in 1910 bij de revolutie was gesneuveld werd erkend als gedenkdag.
De Mexicaanse grondwet stond het hem niet toe na het einde van zijn termijn in 1949 opnieuw als gouverneur te dienen, maar desalniettemin bepaalde hij ook in de decennia daarna het politieke leven in zijn staat. De gouverneurs waren slechts zijn marionetten. Hij wist de vakbonden, de regionale afdeling van de Institutioneel Revolutionaire Partij (PRI), de opvolger van de PNR, en zelfs het leger in San Luis Potosí in zijn macht te krijgen. Santos beschouwde zijn staat als zijn persoonlijk domein. Hij regeerde volgens wat hij zelf de 'wet van de drie ierros' noemde: encierro (opsluiting), destierro (verbanning) en entierro (begrafenis). Decennialang kon Santos ongehinderd zijn gang gaan. Zijn verstandhouding met de meeste presidenten was goed, en er werd hem dan ook geen haarbreed in de weg gelegd. De enige keer dat Santos serieus in de problemen kwam was toen in 1961 dr. Salvador Nava het opnam tegen zijn kandidaat Manuel López Dávila. Nava weigerde zich neer te leggen bij de frauduleuze verkiezingsuitslag waarbij López Dávila had gewonnen. De protesten eindigden twee jaar later met de arrestatie en marteling van Nava. Verschillende aanhangers van Nava hadden tijdens de protesten het leven gelaten.
Santos overleed in Mexico-Stad in 1979. Vlak voor zijn dood liet hij zijn memoires publiceren, waardoor veel van zijn (wan)daden bekend zijn geworden. Hij geldt in Mexico als de laatste cacique, en geldt tevens als een van de machtigste caciques die het land ooit gekend heeft. Santos is de oom van Jesús Marcelo de los Santos, gouverneur van San Luis Potosí voor 2003 tot 2009.
- Biblioteca Nacional de España: XX832215
- International Standard Name Identifier: 0000 0000 5942 444X
- Library of Congress Control Number: n86036065
- Nederlandse Thesaurus van Auteursnamen: 133441636
- Système universitaire de documentation: 221712291
- Virtual International Authority File: 28548313
- WorldCat: E39PBJwtp3QVt7gFMBmcVc7mBP